# 光荣革命
光荣革命是英格兰於1688年到1689年間發生的一场不流血政变，導因於國王與国会權力之爭以及英格蘭教會及天主教會這兩個基督教教會之爭。英格蘭國會中輝格黨以及部分支持新教（英格蘭教會）的托利黨人聯合起義；將信奉天主教會的詹姆斯二世國王驱逐，改由詹姆斯之女玛丽二世與夫婿威廉三世，兩伉儷君主共治英格兰、苏格兰和爱尔兰。光榮革命催生了《1689年權利法案》，是英国历史上君主立宪制形成的重要事件。
威廉實際上是荷蘭共和國的統治者。他在1678年後建立的抵抗法國擴張的聯盟受到英法聯盟的威脅。在英格蘭，蘇格蘭和歐洲盟國的支持下，一支由463艘船組成的艦隊於11月5日登陆于英格兰南部的托貝；詹姆斯二世於同年12月被流放。1689年4月，國會議員開會，任命威廉和瑪麗為英格蘭國王；同年6月又進行了類似的蘇格蘭和解。
革命之後，斯圖亞特王朝支持者在蘇格蘭和愛爾蘭起義，而詹姆斯黨則持續到18世紀後期。 革命通過確認議會權力高於皇室而結束了一個世紀的政治爭端，這是在《1689年權利法案》中確立的一項原則。

## 簡介

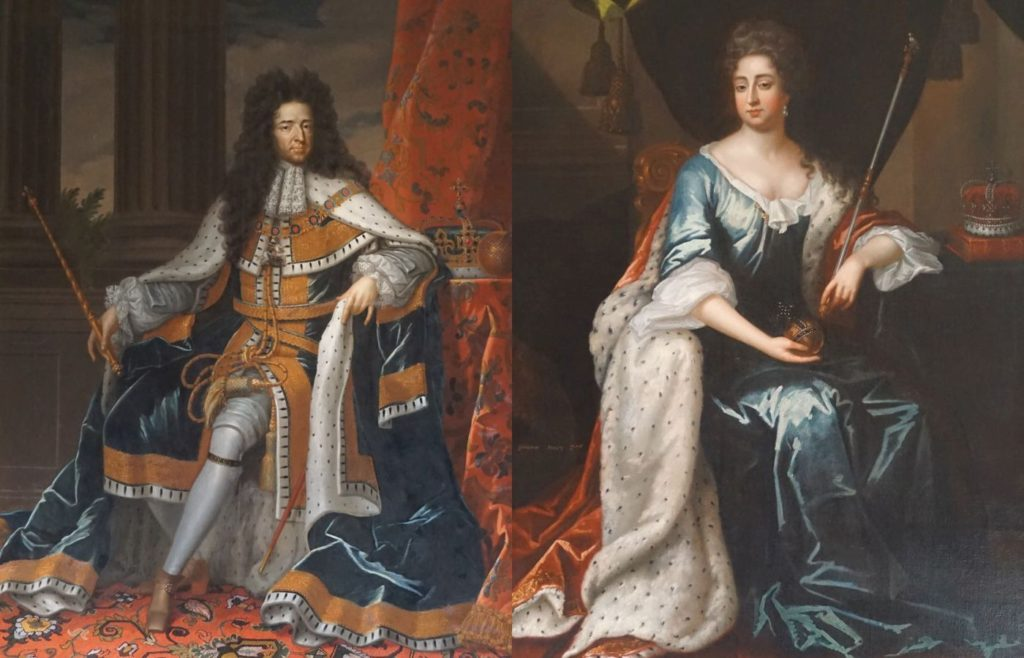
威廉三世（左）和玛丽二世（右）

1685年，信奉天主教的詹姆斯二世不顾国内普遍反对，违背以前政府制定的关于禁止天主教徒担任公职的規矩，委任天主教徒到军队任职。此后进而任命更多天主教徒到英格蘭政府部门、教会、大学担任重要职务。
1687年4月和1688年4月先后发布两个“大赦宣言”（Declaration of Indulgence，或譯Declaration of Liberty of Conscience）给予包括天主教徒在内的所有非国教徒以信仰自由，并命令英格蘭教會的主教在各主教区教坛宣读，引起英格兰教会主教们普遍反对。同时詹姆斯二世残酷迫害清教徒，还向英国工商业主要竞争者——法国靠拢，危害资产阶级和新贵族利益。
1688年6月20日，詹姆斯得子，因此其信仰英格兰教会的女儿玛丽一度與寶座無緣。当时掌握议会的辉格党人与部分托利党人为避免信奉天主教的詹姆斯二世传位给刚出生的儿子，便將詹姆斯二世罷黜。罷黜了詹姆士二世之后，旋即在7月由五位辉格党人以及兩位托利党人等七位名人出面邀请詹姆斯二世的女儿玛丽及其夫婿荷兰执政奥兰治亲王威廉入主英國国王寶座，而這七人亦因此被稱作不朽的七人。
1688年11月5日威廉率领1.5万人，400艘运输船，53艘军舰在托贝登陆。詹姆斯二世仓惶出逃德意志，途中被截获送回伦敦。后经威廉伉儷同意，詹姆斯二世流亡法国。

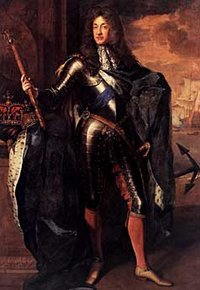
詹姆斯二世

议会重掌大权后，1689年1月在伦敦召开的议会全体会议上，宣布詹姆斯二世退位，由威廉和玛丽共同统治英格兰，称威廉三世和玛丽二世。同时國會向威廉提出《权利宣言》。宣言谴责詹姆斯二世破坏法律的行为；指出以后国王未经议会同意不能停止任何法律效力；不经议会同意不能征收赋税；天主教徒不能担任国王；国王不能与天主教徒结婚等。威廉接受宣言提出的要求。宣言于当年10月经议会正式批准定为法律，即《权利法案》。
由於這場革命並未產生死傷（即沒有流血——「bloodless」），故稱「光榮革命」。至此，代表民意之英格蘭國會與代表君主絕對權力之英格蘭國王近半個世紀的鬥爭，以議會的勝利而告結束。但是，不流血只限於在英格蘭的土地上，詹姆斯逃亡法國後，蘇格蘭與愛爾蘭面對國王被逐的劇變，許多人基於天主教信仰及封建法規而效忠詹姆斯二世、反對威廉和瑪麗的奪位，選擇對抗英格蘭大軍。之後威廉三世為了鎮壓反抗，在蘇格蘭與愛爾蘭發生激烈的流血事件，特別是在天主教占多數的愛爾蘭中南部（參見1690年的博因河战役），因此衍生出北爱尔兰问题，至今仍困擾著英格蘭。

## 军事和财政支持

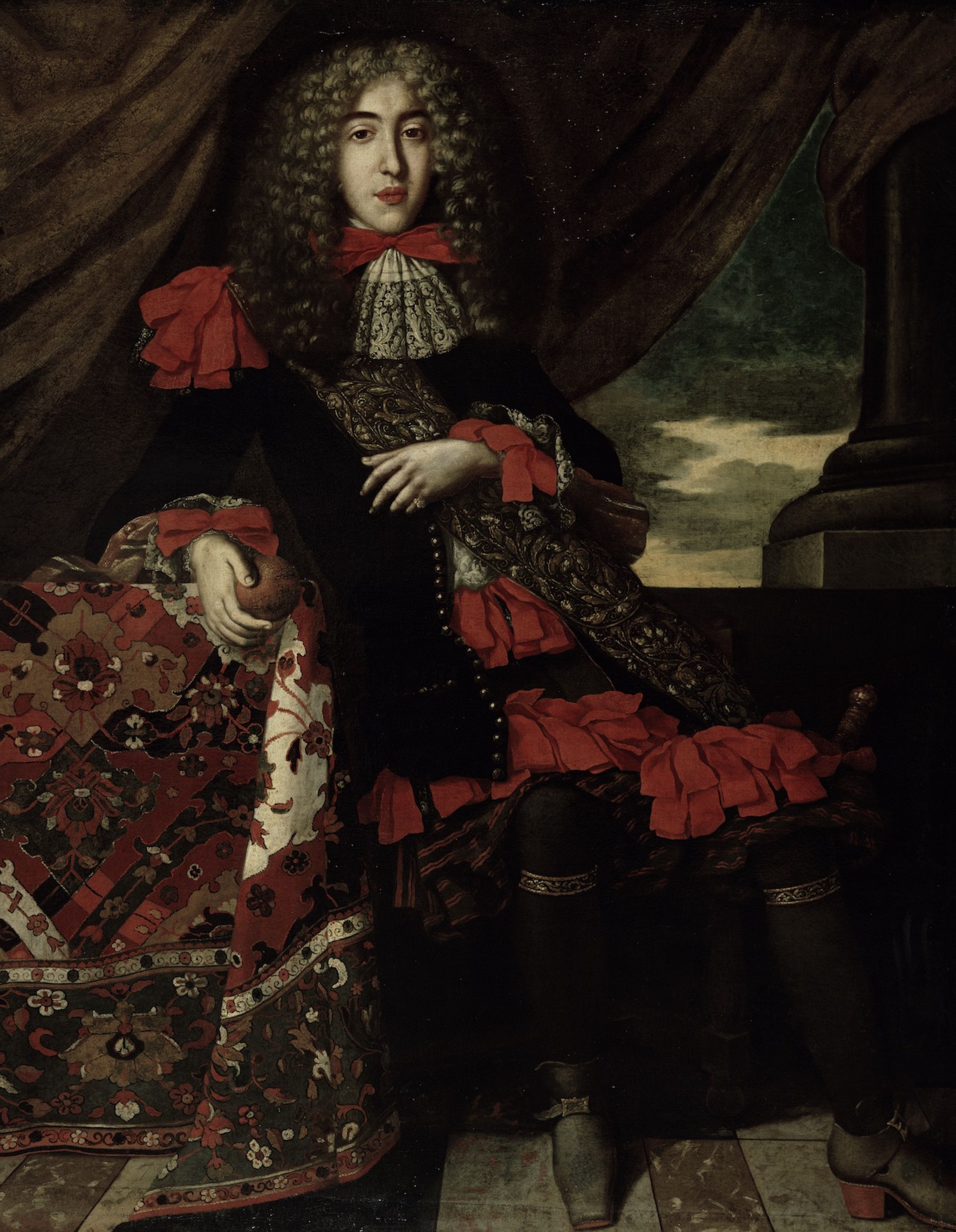
法蘭西斯托‧蘇阿索曾部分援助侵略行動

对威廉来说，英国的问题与德国的情况密不可分。只有把路易十四的注意力转向东方，威廉才有希望在不受法国干涉的情况下干涉英国。为此，奥地利必须继续反对法国关于科隆和普法尔茨的要求。5月，威廉派遣特使，黑塞-卡塞尔枢密院议员约翰·冯·戈茨前往维也纳，秘密确保神圣罗马帝国皇帝利奥波德一世的支持。得知威廉承诺不会在英格兰迫害天主教徒，皇帝批准这次远征，转而承诺与奥斯曼帝国讲和，解放他的军队，在西部展开一场战役；1688年9月4日，他加入反法联盟。汉诺威公爵欧内斯特·奥古斯都和萨克森的选举人约翰·乔治三世向威廉保证，他们将保持中立，尽管人们担心他们会站在法国一边。
下一个问题是集结一支强大的入侵部队——这与英国阴谋者的意愿相反，他们预测象征性的部队就足够。为此，威廉王子需要当时世界主要金融中心阿姆斯特丹的资助。在早些年，阿姆斯特丹一直强烈支持法国，经常迫使威廉缓和他的政策，但从1687年起，路易十四发动一场反对共和国的关税战争，以及法国对荷兰主要出口产品鲱鱼的进口限制，激怒富裕的商人。然而，只有在本廷克与犹豫不决的阿姆斯特丹市长在6月进行秘密而艰难的谈判后，才能雇用260辆运输车。此外，市民们对将野战军（约为荷兰国民军平时3万人总兵力的一半）派往海外，从而使他们的祖国失去防御工事的前景感到不安。由于荷兰人在战时通常会将军队总人数增加一倍或两倍，所以这个数字很低，足以被解释为对法国侵略的有限防范。不久之后，弗雷德里克·朔姆伯格元帅接到威廉的指示，要他准备一场西部战役。

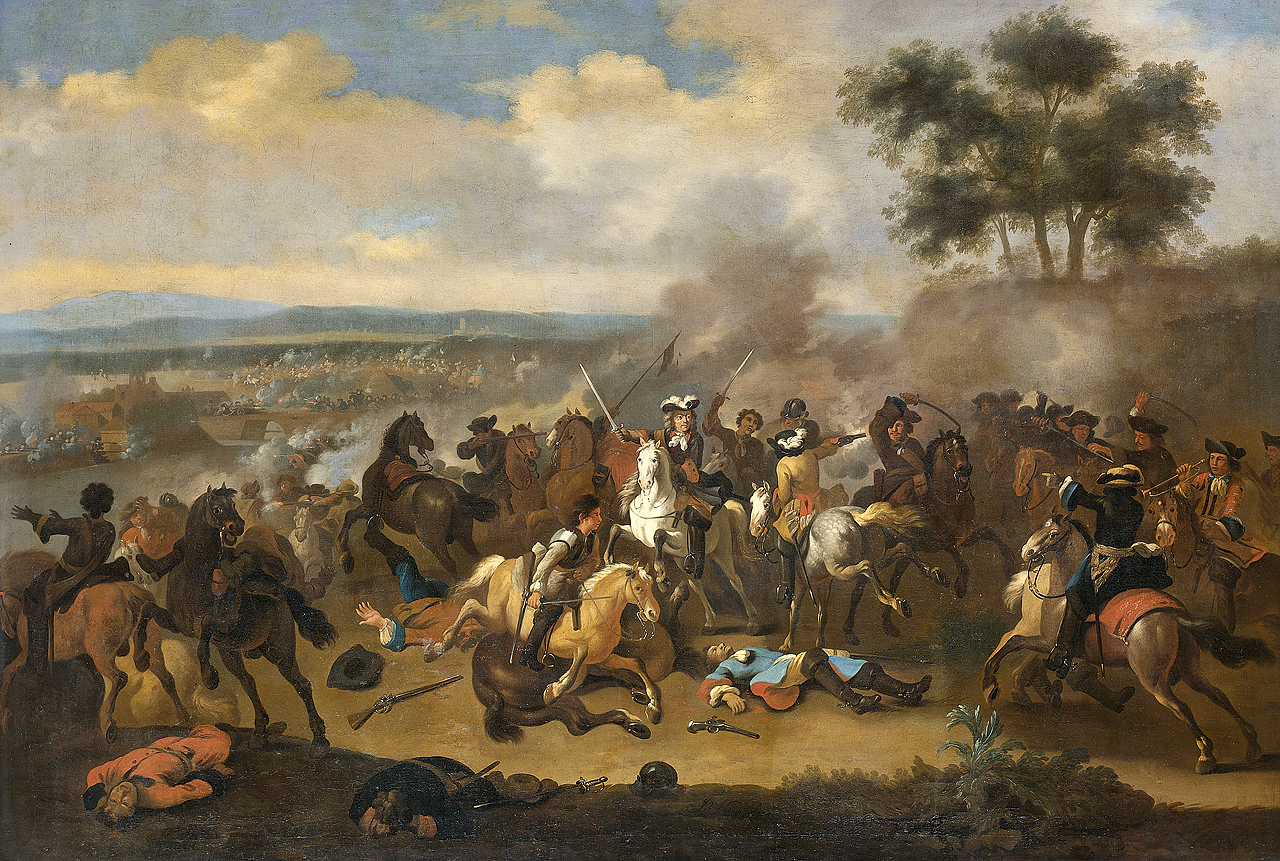
博因河戰役（1690年7月12日）

进一步的财政支持来自犹太银行家法蘭西斯托·洛佩斯·蘇阿索借出200万荷兰盾。当被问及他想要什么安全保障时，苏阿索答道：“如果你获胜，你一定会回报我；如果没有，那就是我的损失。”甚至连法国路易十四的宿敌、教宗依诺增爵十一世也向威廉王子提供一笔贷款，不过外界否认这笔贷款与入侵有关。总费用为700万荷兰盾，其中400万荷兰盾最终将由国家贷款支付。夏天，荷兰海军以与邓克尔家族作战为借口，扩充到9000名水兵。二十艘军舰的夏季标准装备秘密增加一倍。1688年7月13日，决定建造21艘新战舰。

## 外部影響
这场革命与欧洲大陆上的大同盟戰爭密切相关，可以被看作该战争的一个组成部分。光榮革命後因為法國國王路易十四立刻決定，幫助被廢的詹姆斯二世復位，並在18世紀上半，斷續的支援詹姆斯党奪取英國王位。所以英國被威廉三世及輝格黨勢力輕易地帶入反法戰爭當中，英國的反法情緒從此飆高不下，光榮革命可以說開啟了1689－1815年英法第二次百年战争。1815年英國最終獲勝後，成為主宰世界的大英帝国（俗稱日不落帝國）。
以國際貿易競爭的角度來看，光榮革命反轉了前三次英荷戰爭（1652-1674）英國與法國聯合對抗荷蘭的格局，荷蘭商人成為英屬東印度公司的大股東，而英國則學習並引進荷蘭先進的金融體制，包括學習阿姆斯特丹銀行成立英格蘭銀行、引入國家公債體系，奠定了英國成為全球貿易帝國的基礎。

## 外部連結
- 威廉三世與瑪麗二世（英文） （页面存档备份，存于）
- WILLIAM AND MARY (William III, 1650–1702; ruled 1689–1702) （页面存档备份，存于）